# Alex Dimitriades
Alex Dimitriades (gr. Αλέξανδρος Δημητριάδης; ur. 28 grudnia 1973 w Sydney, w Nowej Południowej Walii) – australijski aktor i DJ.

## Życiorys
Przyszedł na świat jako najmłodszy z trojga dzieci greckich imigrantów. Ma starszego brata George’a i starszą siostrę Melissę. Kiedy miał dwanaście lat jego rodzice rozwiedli się. Jego matka, Betty Dimitriades, zmarła w 2009 po długiej chorobie.
Jego debiutem kinowym była rola studenta Nicka Polidesa romansującego z nauczycielką w dramacie Moja sympatia (The Heartbreak Kid, 1993). Dzięki kreacji Nicka Poulosa w serialu Szkoła złamanych serc (Heartbreak High, 1994–1995) stał się jednym z najbardziej obiecujących australijskich aktorów. Wystąpił także w jednym z odcinków opery mydlanej Sąsiedzi (Neighbours, 1996) jako Steve George. Za rolę 19–letniego Ari mającego problemy ze swoją seksualnością w dramacie Head On (1998) został uhonorowany nagrodą AFI. Film był wyświetlany na kilkudziesięciu festiwalach na całym świecie, w tym na 51. Międzynarodowym Festiwalu Filmowym w Cannes.
Występował na scenie w przedstawieniach: Wogboys (1996), Karaibska burza (2000) w Królewskim Ogrodzie Botanicznym w Sydney, Kobieta z oczami psa (2004) w roli Todda, Harmider Davida Rabe (2005), Love Letters A.R. Gurneya (2005) jako Andrew Makepeace III, Cesarz Sydney (2006) jako Todd, jego środkowy syn, Nocny stróż (2007), Rain Man (2010) jako Charlie Babbitt, Glengarry Glen Ross Davida Mameta (2014) w roli Richarda „Ricky’ego” Romy i monodramie Załadowany (2023) opartym na powieści Christosa Tsiolkasa.
Dimitriades to zapalony kolekcjoner płyt winylowych. Jego pasja do muzyki zaczęła się w dzieciństwie, zarówno hip-hop, jak i muzyka taneczna, a inspiracją dla niego stała się muzyka lat 70. Dimitriades pracuje jako profesjonalny DJ w całej Australii, często nazywany „The Boogie Monster”. Występował na wielu imprezach, w tym jako gwiazda klubu nocnego w Melbourne czy Cammeray.

## Wybrana filmografia

### Filmy
- 1998: Head On jako Ari
- 2002: Statek widmo (Ghost Ship) jako Santos
- 2005: Deuce Bigalow: Boski żigolo w Europie (Deuce Bigalow: European Gigolo) jako Enzo Giarraputo
- 2006: Ojczym panny młodej (Stepfather of the Bride) jako Jack

### Seriale
- 1994–1995: Szkoła złamanych serc (Heartbreak High) jako Nicolas 'Nick' Poulos
- 1996: Sąsiedzi (Neighbours) jako Steve George
- 2000: Ucieczka w kosmos (Farscape) jako porucznik Velorek
- 2002: Młode lwy (Young Lions) jako detektyw sierżant Eddie Mercia
- 2008: Porachunki (Underbelly) jako Victor Brincat (Mr.T w oryginalnej audycji)
- 2010: Ekipa ratunkowa (Rescue: Special Ops) jako Guy Hewitt
- 2018: Płacz (The Cry) jako detektyw Peter Alexiades